# Dagmar Cronstedt
Dagmar Carola Adelaide Cronstedt-von Euler, född Cronstedt 5 oktober 1919 i Östersund, död 5 december 2006 i Stockholm, var en svensk grevinna och radioprogramledare i Radio Königsberg.
Dagmar Cronstedt var dotter till majoren greve Hakon Cronstedt och Ingrid, född Söderbaum, samt dotterdotter till Olof Söderbaum. Hon hyste nazistsympatier och var programledare i tysk radio 1942–1943. Hon medverkade i Radio Königsberg, som sände svenskspråkig nazistpropaganda under andra världskriget. Hon arbetade främst tillsammans med svenskan Brita Bager som var nyhetspresentatör. År 1944 lämnade hon radion och var fram till krigsslutet anställd på tyska legationen i Stockholm.
År 1958 ingick hon äktenskap med fysiologen och nobelpristagaren professor Ulf von Euler, som avled 1983.  Makarna är gravsatta på Solna kyrkogård.